# Vertrag von Paris (1796)
Der Vertrag von Paris vom 15. Mai 1796 regelte die Annexion des Herzogtums Savoyen und der Grafschaft Nizza und ihre Eingliederung ins französische Staatsgebiet, anerkannt durch das Haus Savoyen. Ferner wurden den Franzosen freier Durchzug durch das Piemont erlaubt. Der sardische König Viktor Amadeus III. unterschrieb angesichts des militärischen Drucks durch die Revolutionsarmee unter Napoleon Bonaparte das Vertragswerk. Der König starb nur wenige Monate nach diesem Geschehen.
Die Franzosen waren während Napoleons Italienfeldzug am 12. April bei Montenotte, am 13. April bei Millesimo und am 22. April 1796 bei Mondovì über das Königreich von Sardinien-Piemont siegreich gewesen. Eine Woche später folgte der Waffenstillstand mit dem Königreich in Cherasco. Sardinien-Piemont schied damit aus dem ersten Koalitionskrieg gegen die Republik Frankreich aus.
Das Pariser Interesse an Savoyen ging bereits auf das Jahr 1792 zurück, als das Land nach Revolutionswirren „provisorisch“ als 84. französisches Departement mit dem Namen „Mont-Blanc“ Teil Frankreichs geworden war. Sardinien-Piemont hatte daraufhin den Krieg erklärt.
Das Königreich gab sich gleichwohl mit dem Gebietsverlust nicht ohne weiteres zufrieden. Im Ersten Pariser Frieden wurde die Rückgabe von Gebietsteilen Savoyens, im Zweiten Pariser Frieden des gesamten Gebietes durch König Viktor Emanuel I. vom besiegten Frankreich durchgesetzt.